# Hu Yun
Hu Yun (chinesisch 胡贇; * 31. August 1981 in Hubei, Volksrepublik China) ist ein chinesischer Badmintonspieler, der mittlerweile für Hongkong startet.

## Karriere
Hu Yun gewann 2004 bei den Weltmeisterschaften der Studenten Silber im Herreneinzel für die Volksrepublik China. Erst 2009, mittlerweile für Hongkong startend, machte er international wieder auf sich aufmerksam, als er bei den Philippines Open Zweiter wurde. Bei den Denmark Open des Folgejahres wurde er Dritter, bei der Asienmeisterschaft Fünfter.

## Sportliche Erfolge
| Saison | Veranstaltung                     | Disziplin    | Platz | Name   |
| ------ | --------------------------------- | ------------ | ----- | ------ |
| 2002   | China Open                        | Herreneinzel | 5     | Hu Yun |
| 2004   | Weltmeisterschaften der Studenten | Herreneinzel | 2     | Hu Yun |
| 2007   | Nationale Titelkämpfe             | Herreneinzel | 1     | Hu Yun |
| 2009   | Nationale Titelkämpfe             | Herreneinzel | 1     | Hu Yun |
| 2009   | Philippines Open                  | Herreneinzel | 2     | Hu Yun |
| 2010   | Nationale Titelkämpfe             | Herreneinzel | 1     | Hu Yun |
| 2010   | Denmark Open                      | Herreneinzel | 3     | Hu Yun |
| 2010   | Swiss Open                        | Herreneinzel | 5     | Hu Yun |
| 2010   | Asienmeisterschaft                | Herreneinzel | 5     | Hu Yun |
| 2010   | China Masters                     | Herreneinzel | 5     | Hu Yun |